# 同盟國軍事佔領日本
同盟国军事佔领日本（日语：／ Rengōkokugun senryōka no nihon */?），又稱盟總時期，是指日本於第二次世界大戰戰敗並無條件投降後，由美国為首的部分同盟國实施軍事佔領的時期，自1945年（昭和20年）9月2日日本投降後正式開始，至1952年（昭和27年）4月28日《舊金山和約》生效後結束。
名義上，同盟國對日本的軍事佔領是由戰時與日本相關的國家共同負責，實際上均由美國主導。在這段時間內，日本政府仍然正常運作，但受同盟國的駐日盟軍總司令部（GHQ）掌控。為消除戰前日本軍國主義的餘緒，佔領當局對於日本實施許多變革，而其中最大的影響是政治制度的改造，透過制定新憲法，使得日本從明治時代以來的帝國體制轉型成為自由民主制國家，不允許在國際上使用武力，也放棄宣戰權。

## 历史
1945年8月14日，日本內閣向同盟國回覆，接受《波茨坦公告》條件，將要無條件投降。15日昭和天皇發布《終戰詔書》（玉音放送）向國民宣告日本二戰投降。於1945年9月2日，日本與同盟國雙方代表於停靠在東京灣的美國軍艦密蘇里號簽署降書，象徵日本正式進入同盟國的軍事佔領之下。
在日本簽署降書前，以美軍為首的同盟國軍隊於1945年8月28日在橫濱登陸，盟軍太平洋戰區最高司令官道格拉斯·麥克阿瑟也在8月30日乘軍機抵達東京，麥克阿瑟之後被任命為首任駐日盟軍總司令。日本政府在日本本土（日本內地）仍保有治權，但由同盟國透過駐日盟軍總司令部（GHQ）間接管治；小笠原群島與琉球群島則因日本投降前即被美軍攻佔，繼續由美軍管治。同盟國曾打算對於日本實施直接統治，並分為四個佔領區，但時任日本外務大臣重光葵在1945年9月3日與麥克阿瑟會面時，直接要求撤回此提案。佔領地與台灣、朝鲜半岛等原為日本屬地的日軍，則是分別向英軍、中國國民革命軍、蘇聯紅軍等現地的同盟國軍隊投降，並被剝奪行政權。
至1945年底時，美國駐日人員數量已超越35萬人。1946年初，輪調至日本的大批部隊納入麥克阿瑟的美國第八軍團之下管理。九州由美國陸軍第24步兵師佔領，同時負責四國的部份佔領任務：本州由第1騎兵師佔領，北海道由第11空降師佔領。从1950年6月起，这些的部队开始大范围裁员，严重削弱了他们的战斗力。当北朝鲜攻打韩国时（参见朝鲜战争），负责佔領九州的美國陸軍第24步兵師曾试图进入韩国以阻挡北朝鲜的攻势，但这些士兵们由于在半夜就被突然送往韩国显得措手不及，因此伤亡惨重、被迫撤退，这种状况持续到其他同盟国佔領军前来增援时才能擊退北朝鲜人民軍。
1946年2月21日，一支含有英国、澳大利亚、英属印度、新西兰等國的英聯邦佔領軍進佔日本。而在当时，这些军队主要负责日本除军事以外的各种事务，包括处置日本的軍工業。英联邦佔領军也负责驻守日本西部的几个地区，指挥部设在吴市。该部队最多时有四万人，但是在1947年，该部队在日本的活动逐渐减少，直至1951年重新进入人们的视线。
1951年9月8日，日本與同盟國簽署《舊金山和約》，1952年4月28日生效。在《舊金山和約》生效後，參與簽署的同盟國正式結束針對日本的軍事佔領，日本恢復原有的國家權力及主權獨立地位。日本政府在2013年，正式訂定約生效的4月28日為「主權恢復日」。

## 統治
同盟國軍事佔領日本期間，設置由11個相關同盟國組成的遠東委員會做為最高決策機構，主要的統治機關則為1945年10月2日成立的駐日盟軍總司令部，簡稱（為英文的縮寫），日本人又習稱為「GHQ」（英文的縮寫，意為「總司令部」），並設有對日理事會做為總司令的諮詢機構。在GHQ設置的期間，對日本政府有絕對的指導權。進駐日本的盟軍以美軍為主，加上少部分以英國為首的英聯邦佔領軍組成，至於中華民國、蘇聯、荷蘭等相關同盟國並沒有軍隊進駐，僅派遣駐在武官。
二戰後期，同盟國曾打算依循德國模式，由美、英、蘇、中四國分區軍事佔領日本（即日本分治計劃），並且制定了多個版本的計劃。但同盟國最終接受重光葵「以透過身為國民的崇拜對象的天皇來統治較為容易」的主張，利用既有的日本政府機構實施間接統治，日本政府的主權則受到限制。
| 區域                 | 區域                                | 軍事佔領者       | 軍事佔領時間 | 備註 |
| -------------------- | ----------------------------------- | ---------------- | --- | --- |
| 日本本土             | 日本本土                            | 駐日盟軍總司令部 | 1945年8月28日開始 1952年4月28日結束                                                                                           | 盟軍在《降伏文書》簽署後正式軍事接管。駐日盟軍組成以美國軍隊為主、英聯邦佔領軍為輔。英聯邦佔領軍主要駐紮於中國地方與四國地方。 |
|                      | 小笠原諸島                          | 美国             | 1946年1月26日開始 1952年4月28日結束                                                                                           | 駐日盟軍總司令部在1946年1月26日提交備忘錄，停止日本對小笠原諸島的施政權，並且交由美國海軍軍事佔領。1968年6月26日交還日本統治。 |
| 伊豆群島             | 1946年1月29日開始 1946年3月22日結束 | 美国             | 伊豆大島居民於1946年3月初提出〈大島大誓言〉（即大島臨時憲法），期待建立「大島共和國」，但日本向駐日盟軍總司令部強力表示反對。 | |
| 琉球群岛             | 琉球群岛                            | 美国             | 1945年4月5日開始 1952年4月28日結束                                                                                            | 美國在沖繩島戰役後軍事佔領與管治，《舊金山和約》簽訂生效後美國負責託管，但並未涉及主權問題。1972年5月15日，美國將琉球群島移交日本統治，在此之前已先將吐噶喇列島與奄美群島移交日本。 在美國軍事接管時期被暫時劃入行政管轄範圍。目前存在主權爭議。 |
| 樺太廳（库页岛南部） | 樺太廳（库页岛南部）                | 苏联             | 現今存在領土爭議 | 蘇聯在1945年蘇日戰爭後軍事佔領與管治。日本在簽訂《舊金山和約》後放棄樺太廳以及千島群島之主權，但主张拥有北方四岛主权，目前爭議尚未解決。 |
| 千島群島             |                                     | 苏联             | 現今存在領土爭議 | 蘇聯在1945年蘇日戰爭後軍事佔領與管治。日本在簽訂《舊金山和約》後放棄樺太廳以及千島群島之主權，但主张拥有北方四岛主权，目前爭議尚未解決。 |

| 區域 | 區域                       | 軍事佔領者 | 備註 |
| --- | -------------------------- | ---------- | --- |
| 臺灣及附屬島嶼 | 臺灣及附屬島嶼             | 中華民國   | 盟軍將領蔣中正自1945年10月25日起進行接管。用以解決戰後領土問題的《舊金山和約》與《中日和約》條文當中，日本聲明「放棄」臺灣，無提及臺灣主權之移轉對象。 美國、英國、日本政府曾表示日本於1952年的《舊金山和約》放棄臺灣主權之後臺灣的歸屬未定，《中日和約》亦無決定臺灣的歸屬。中國國民黨主政下的中華民國政府也曾承認「查金山和約僅規定日本放棄台灣澎湖，而未明定其誰屬，此點自非中日和約所能補救。」但之後稱自1945年10月25日起取得臺灣主權，在簽訂《中日和約》後得到確認。 中華民國與中華人民共和國皆宣稱擁有臺灣的領土主權。 |
| 新南群島（南沙群岛之一部） | 新南群島（南沙群岛之一部） | 中華民國   | 盟軍一般命令第一號中未提到南沙群島，但由於日佔南沙群島由台灣總督府高雄州管轄，所以在戰後，中華民國海軍事實上占領南沙群島島嶼，並進行命名、繪製地圖，直到中國内戰撤守部分島嶼。1960年后陆续有他国开始声明对南海诸岛的主权。由於南沙群島定義不清，造成现中華民國、中華人民共和國、越南、馬來西亞、菲律賓皆宣稱擁有南沙群島的「領土主權」，並各自在實際控制的島礁上部署軍力，其中中華民國至今控制南沙群島中的最大島嶼太平島。                                                                                                   |
| 朝鮮 | 北纬38度线以北             | 苏联       | 戰後由蘇聯軍事政府軍事接管，1948年9月9日獨立為 朝鮮民主主義人民共和國。 |
| 朝鮮 | 北緯38度線以南             | 美国       | 戰後由駐朝鮮美國陸軍司令部軍政廳軍事接管，1948年8月15日獨立為 大韓民國。 |
| 南洋廳（南洋群岛） | 南洋廳（南洋群岛）         | 美国       | 美國在太平洋戰爭期間開始軍事佔領與管治，1947年7月18日起改為太平洋群島託管地，由聯合國交付美國託管。 |
| ※註1：本列表僅收入日本在第二次世界大戰結束前的屬地（即日本法律所稱的「外地」），不包含戰時的占領地與傀儡政權。 ※註2：《舊金山和約》簽訂後，日本放棄上述屬地的所有主權。 |                            |            | |

| 區域   | 區域   | 軍事佔領者 | 備註                                                              |
| ------ | ------ | ---------- | ----------------------------------------------------------------- |
| 關東州 | 關東州 | 苏联       | 蘇聯在1945年蘇日戰爭後軍事佔領與管治，1955年移交 中华人民共和国。 |

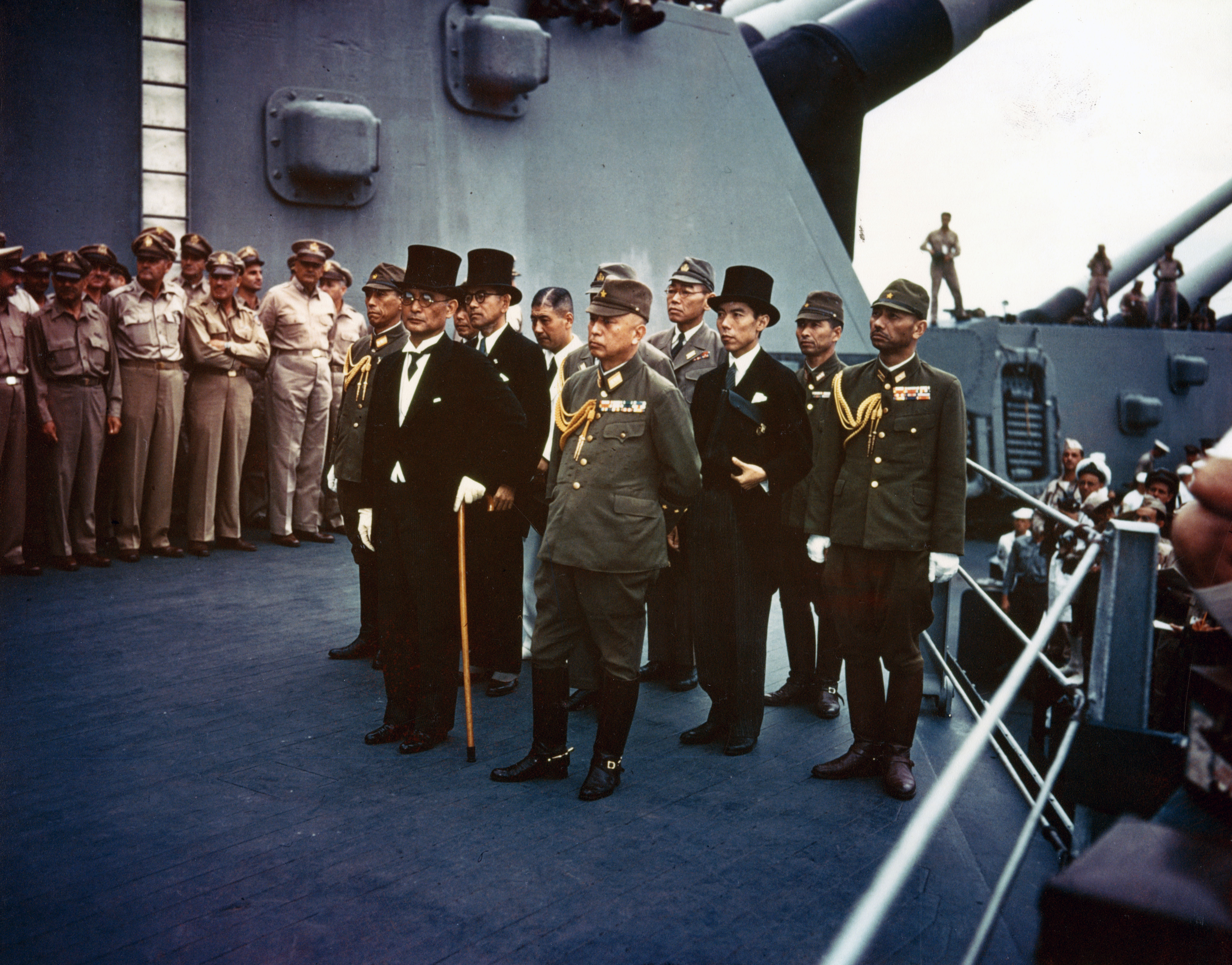
在密蘇里號上准备签署降伏文書的日本政府官员
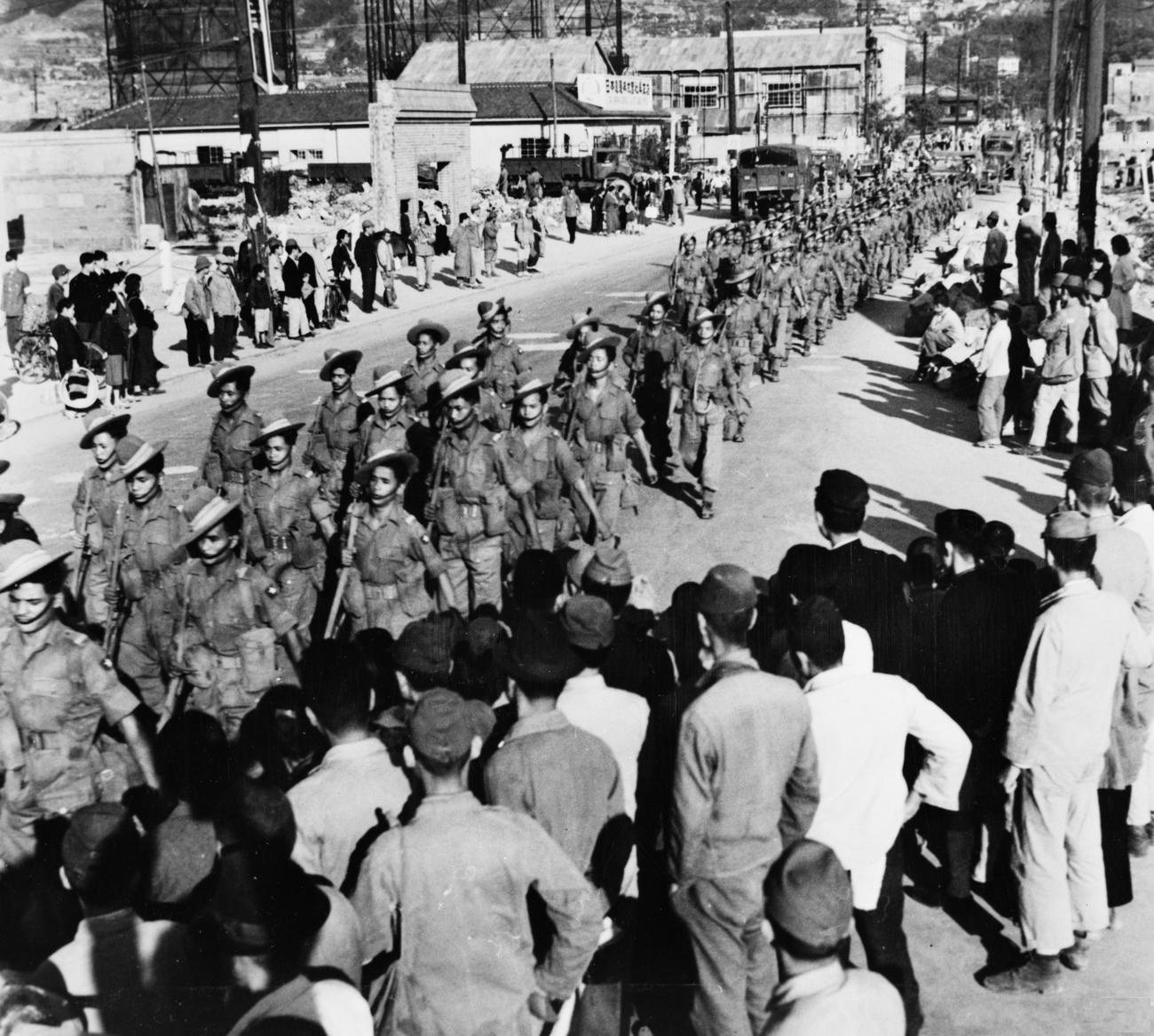
英軍第五啹喀步兵團（英语：5th Royal Gurkha Rifles）第二營在廣島吳市街上行軍（1946年5月）
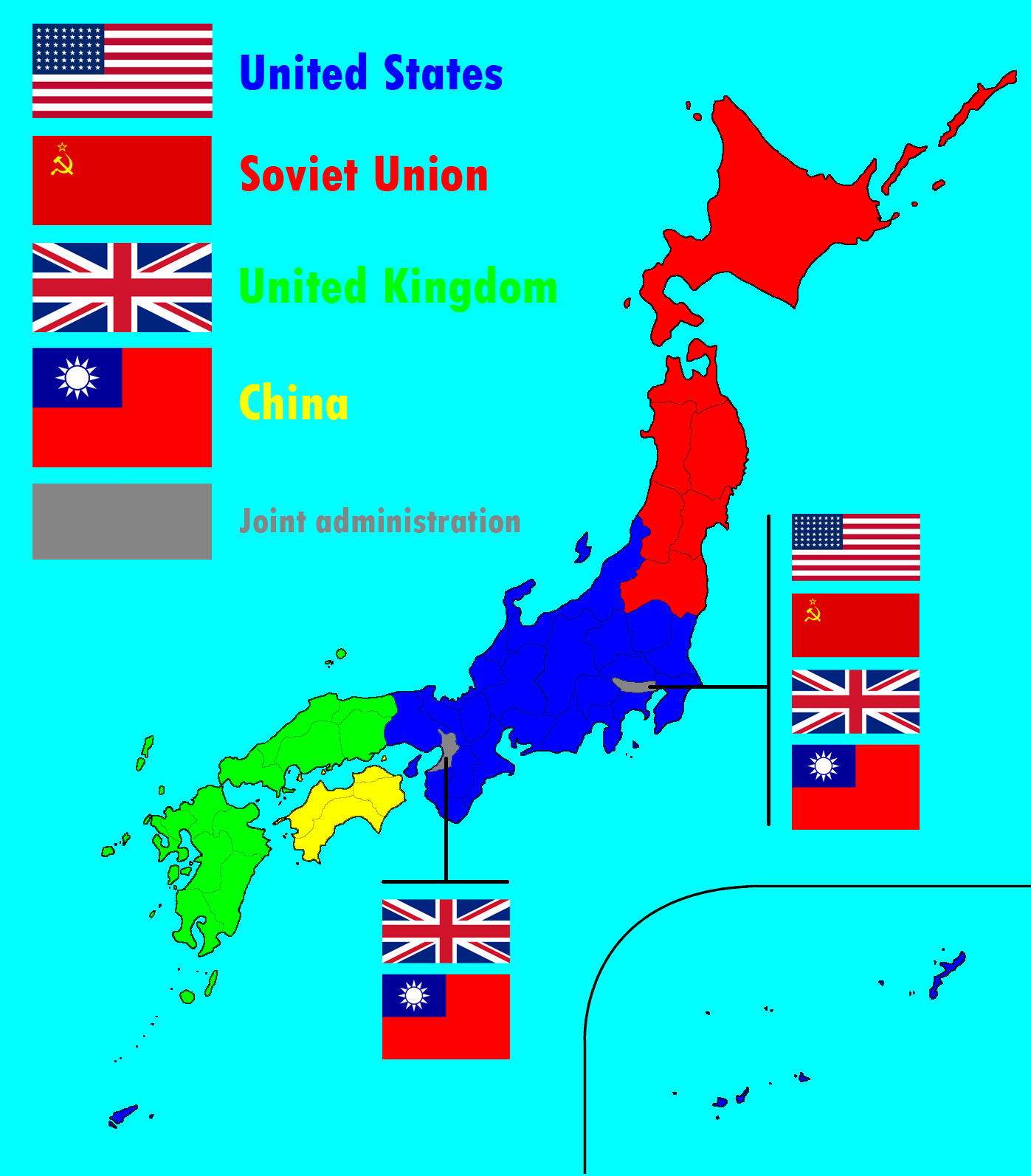
同盟國分佔日本的計劃，但最後並未採用，而是由美國單獨佔領日本。

## 政策
同盟國對日本實施多項改革政策，其中最重要的是政治與經濟上的自由化、民主化，以及非軍事化。

### 政治
1945年10月4日，在麥克阿瑟的指示下，日本開始進行修改憲法的工作。經由GHQ的草擬、與日本方面的修訂後，新的《日本國憲法》（下列簡稱新憲法）自1946年11月3日公布、於1947年5月3日起施行，原有的《大日本帝國憲法》同時失效。新憲法公布之後，日本的政治體制從天皇職掌大權的二元制君主立憲制，改變為國民主權的君主立宪制。

#### 象徵天皇制
在同盟國的主導下，日本天皇與皇室的地位受到很大結構的改變。在新憲法實行後，天皇被除去原有的統治權力，僅存象徵地位與有限的職權，而且沒有明文給予其國家元首的地位，即所謂的「象徵天皇制」。與天皇地位相關的日本憲法第一章，將天皇定位為日本國家與國民整體的象徵，只能執行任命內閣總理大臣（首相）、召集國會等國家禮儀相關的事務（在憲法之中稱作為「國事行為」）。日本皇室財產大多被轉移給予國家與地方政府，直系血親以外的皇室成員則失去皇族身分。雖然部分日本皇室成員在戰時擔任公職，但是大部分都沒有受到戰犯處置。而透過《人間宣言》的發表，天皇也否定自己作為「現人神」（現世人間的神）的身分。
雖然戰後日本天皇與皇室的形象被大程度改變，日本民眾對於象徵天皇制與天皇放棄現人神身分大多能夠接受。根據《每日新聞》在1946年所做的民意調查，象徵天皇制有85%支持、13%反對、2%不明，顯示戰後的日本民眾仍然支持皇室繼續存續。

#### 放棄宣戰權
新憲法第9條規定，日本永久放棄以國權發動的戰爭、武力威脅或武力行使作為解決國際爭端的手段；為達到前項目的，不保持陸海空軍以及其他戰爭力量，不承認國家的交戰權。緣此，日本被認為放棄宣戰的權利。

### 軍事

#### 武裝解除
在同盟國的指揮下，日本實施全面性的解除武裝，海外日軍被全部遣送回國，但也發生蘇聯強行扣留日本軍俘的西伯利亞滯留者情事。日軍殘存的武器被全部報廢，部分原日軍佔領地的武器成為同盟國的戰利品，部分日軍先進的武器與技術資料（如飛機、火箭、潛艇等）則被美國與英國以研究為由接手。

#### 軍事審判
在同盟國軍事佔領日本後，其中一個重要任務便是對戰爭發動者的懲罰。為此而設的遠東國際軍事法庭在東京成立後，便開始審判曾參與二戰的日本軍人（包括朝鮮籍和台灣籍日本兵），其中參與審判的除美國之外，還包括英國、蘇聯、加拿大、法國、荷蘭、印度、澳大利亚、紐西蘭、中国、菲律賓這些勝利的同盟國共同任命法官審理。
原本各國代表（含美國輿論）商議必須審判「日本神聖統治者裕仁」並處以絞刑，但由於日本人民仍然聽命於日本政府，而日方政府則用各種方法極力阻止麥克阿瑟將裕仁傳召到法庭（他們認為天皇以任何身份被傳召上法庭都是一種侮辱），所以麥克阿瑟認為裕仁對整個日本政府及人民中仍有強大的影響力，加上日本人民愛戴裕仁的程度更甚於戰前德國人民愛戴希特勒的程度。要是將他處死，等於埋下第三次世界大戰的火種，日本人民勢必會展開報復。麥克阿瑟甚至一度報告杜魯門總統，若是一定要用死刑來對待裕仁，那最少要再調派超過一百萬部隊到日本。最後經過麥克阿瑟的斡旋，遠東國際軍事法庭不再訊問或提訊裕仁，於是安排他視察戰後的日本全國各地。
审判結果共28個被告被定罪：7人因戰爭罪和違反人道罪判決絞刑，於1948年12月23日在東京巢鴨監獄執行死刑；16人被判決終身監禁，2個被告被判決有期徒刑，1人免予起訴，2人在審判前病死。
此外，有26名台籍日本兵因於拉包爾戰俘營虐待戰俘被盟軍國際審判庭，判成戰犯，判決死刑。台籍日本兵被審判有罪，判處監禁勞役者，亦達175人之多。而且他們得到的審判條件相當差。

#### 再軍備化
由於二戰結束後不久，世界進入冷戰對峙的局面，加上韓戰的爆發，美國與日本在1951年4月28日《舊金山和約》簽署日同時簽訂《美日間安全保障條約》，正式建立軍事同盟關係，原有代表同盟國的美國軍隊則在軍事占領結束後轉型成為駐日美軍；1960年1月19日，美日兩國簽訂新的安全保障條約，即現今的《美日安保條約》。
雖然戰後日本在憲法中規定不得擁有軍隊，但是被迫於冷戰情勢的需要，日本政府在GHQ的許可下建立準軍事組織，實行有限度的再軍備化。日本先在1950年建立警察預備隊（後改稱保安隊），又在1952年建立海上警備隊（後改稱警備隊），這兩個組織在1954年升格為陸上自衛隊以及海上自衛隊，與另外建立的航空自衛隊共同組成自衛隊，成為日本實質的國家武裝部隊，但是在各项高精尖装备、航空航天、远程战略投送方面受到美国的严格控制和管制。

### 經濟
為了去除被同盟國視為日本軍國主義經濟基礎的日本財閥，在GHQ的授意下，日本政府施行財閥解體。

### 教育
為了徹底去除日本軍國主義思想，GHQ下令全面施行教育改革，由國民教育深入的扎下民主化的基礎。

### 文化、思想

#### 英語公用語化计划
在签署降伏文書後，GHQ突然提出包含占領期間的公用語为英語这一項目的三布告，并命令政府在次日上午10時前向国民公布。日本外务省以违反波茨坦宣言内容为由与美方交涉，最终撤回了三布告的全部内容。
GHQ意圖推行「廢除漢字」政策，不過這項改革未能受到民意認同，故沒有實行，但日本政府也設法將漢字減少並簡化字體，制定了當用漢字。

### 占领军犯罪
日本战败后，占领军强奸日本女性事件频发，仅美佔琉球（現沖繩縣）就有10,000女性被强奸。1945年8月26日，日本政府成立了为占领军提供性服务的“特殊慰安设施协会”:22:17。美军慰安妇的数量一度达到7万之多。

## 关键人物
歴史学家霍華德·B·荀伯格认为在战後日本的占領政策中，道格拉斯·麦克阿瑟、约瑟夫·格鲁、托马斯·亚瑟·比森、詹姆斯·S·凯伦、哈里·肯、小威廉·亨利·德雷珀、约瑟夫·道奇、约翰·福斯特·杜勒斯8人为关键人物。

## 外部連結
- American Occupation of Japan, Voices of the Key Participants（页面存档备份，存于） in the Claremont Colleges Digital Library（英文）
- J.C.S 1380/15 （页面存档备份，存于） BASIC DIRECTIVE FOR POST-SURRENDER MILITARY GOVERNMENT IN JAPAN PROPER（英文）
- RELATIONS BETWEEN ALLIED FORCES AND THE POPULATION OF JAPAN （页面存档备份，存于）（英文）
- The U.S. Army in Post WWII Japan（英文）
- The Road Ahead: Lessons in Nation Building from Japan, Germany, and Afghanistan for Postwar Iraq, by Ray Salvatore Jennings （页面存档备份，存于） May 2003, Peaceworks No. 49, United States Institute of Peace (The PDF report contains a  chapter on the occupation policies.)（英文）
- Memories of War: The Second World War and Japanese Historical Memory in Comparative Perspective （页面存档备份，存于）（英文）
- A sweet memory: My first encounter of an American soldier （页面存档备份，存于）（英文）
- Hirata Tetsuo and John W. Dower, "Japan's Red Purge: Lessons from a Saga of Suppression of Free Speech and Thought"（英文）
- American Occupation of Japan, Voices of the Key Participants The Pacific Basin Institute produced a 10-part videotaped documentary series The Pacific Century, in 1993. For part 5, "Reinventing Japan," which focuses on post-World War II Japan, key figures of the American occupation government were interviewed about their contributions and views.（英文）
- Zaibatsu Dissolution, Reparations and Administrative Guidance.（英文）